# وستمانلاند

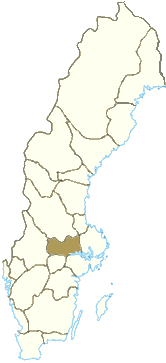
موقعیت وستمانلاند در سوئد

وستمانلاند (به سوئدی: Västmanland) یکی از استان‌های سوئد است که در میانه این کشور قرار دارد. این استان با استان‌های دالارنا، ورملاند، نرکه، سودرمانلاند و اوپلاند مرز مشترک دارد. زمین آن در مناطق شمالی و شمال غربی سنگی است. در این قسمت بلندترین کوه وستمانلاند به ارتفاع ۴۲۲ متر وجود دارد. سایر نقاط آن از دشت تشکیل شده است.